# Ocnogyna mutabilis
Ocnogyna mutabilis är en fjärilsart som beskrevs av Turati. Ocnogyna mutabilis ingår i släktet Ocnogyna och familjen björnspinnare. Inga underarter finns listade i Catalogue of Life.